# LaSalle County
LaSalle County je okres ve státě Illinois v USA. K roku 2010 zde žilo 113 924 obyvatel. Správním městem okresu je Ottawa, které je rovněž jeho největším městem. Celková rozloha okresu činí 2 973 km².